# Internationaal Energieagentschap
De afkorting IEA staat voor International Energy Agency (Nederlands: Internationaal Energieagentschap). Deze in Parijs gevestigde intergouvernementele organisatie bestaat uit 29, voornamelijk westerse, landen. Het IEA is opgericht in 1974.
Het Agentschap groepeert vooral de olieverbruikende landen. Vele olieproducerende landen zijn verenigd in OPEC.

## Doelstellingen en taken
Zijn rol is om problemen te coördineren in tijden van een tekort aan aardolie. Het IEA adviseert de aangesloten landen, maar onderhoudt ook contacten met andere landen, zoals Rusland, China en India. Sinds 1 september 2015 is de Turkse econoom Fatih Birol directeur van het agentschap.
De IEA-landen hebben afgesproken om ieder een strategische voorraad aardolieproducten aan te houden, genoeg voor 90 dagen verbruik. In Nederland wordt dit geregeld door de stichting Centraal Orgaan Voorraadvorming Aardolieproducten (COVA), in België door het Agence de Pétrole-Petroleum Agentschap (APETRA), een publieke vennootschap onder de Algemene Directie Energie van de Federale Overheidsdienst Economie. Overigens is hierop ook de Europese richtlijn 2009/119/EG van toepassing.
De laatste decennia is echter de energiemarkt veranderd, dus ook het IEA. Het agentschap richt zich nog steeds op de oliecrisis, mocht deze er komen, maar nu ook vooral op bredere fronten, zoals de klimaatverandering, energiebronnen en dataverwerking.
Het IEA bestaat uit 190 energie-experts en statistici uit alle 29 landen. Ze hebben een kantoor voor elk van de volgende genoemde onderwerpen:
- Energiestatistieken
- Samenwerking met niet-IEA landen
- Energietechnologie en onderzoek
- De oliemarkt en noodvooruitzichten
- Langetermijnsamenwerking en energie-analyses

## Deelnemende landen

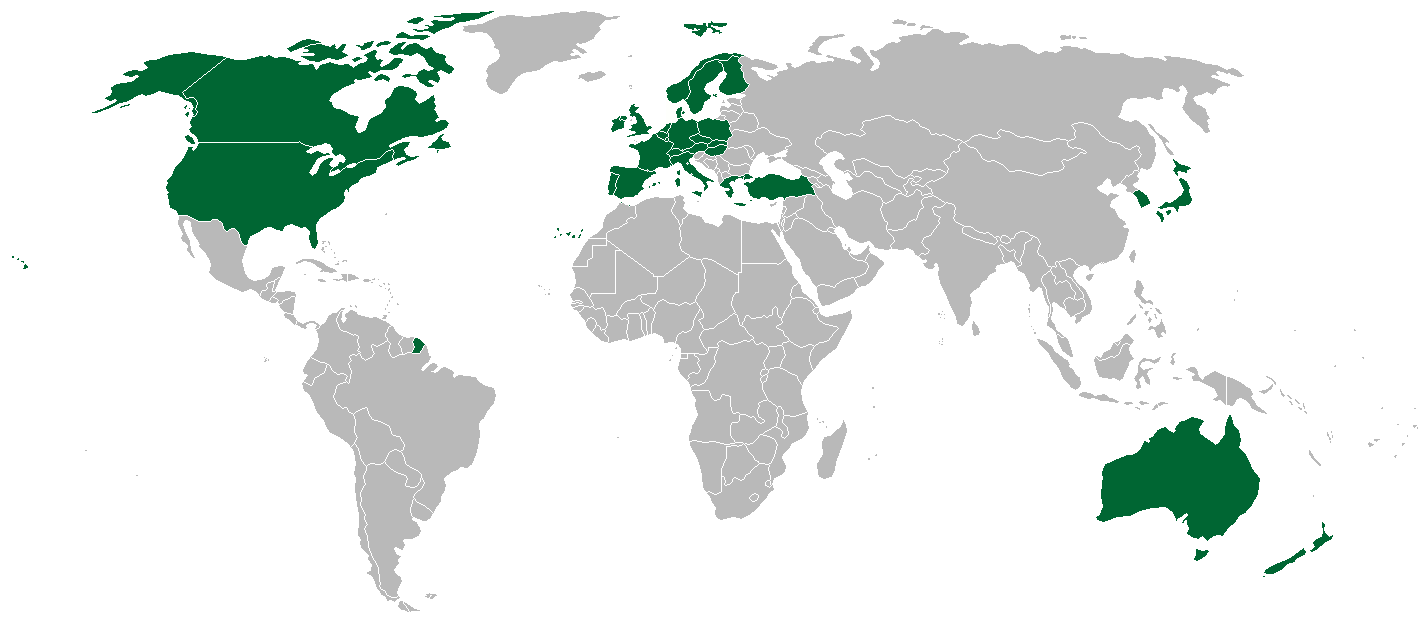
Lidstaten van het Internationaal Energieagentschap

De deelnemende landen zijn: Australië, België, Canada, Denemarken, Duitsland, Estland, Finland, Frankrijk, Griekenland, Hongarije, Ierland, Italië, Japan, Luxemburg, Nederland, Nieuw-Zeeland, Noorwegen, Oostenrijk, Polen, Portugal, Slowakije, Spanje, Tsjechië, Turkije, het Verenigd Koninkrijk, de Verenigde Staten, Zuid-Korea, Zweden en Zwitserland.

## World Energy Outlook
Het IEA publiceert ook sedert 1993 het jaarrapport World Energy Outlook , naar analogie van de Economic Outlook van de OESO, met analyses en vooruitzichten van vraag en aanbod op de wereldmarkt voor energie, in zijn totaliteit, per energiebron, en per land of regio. Het rapport dient als basis voor marktonderzoek, en prognoses inzake energietransitie, klimaat en de bestrijding van energiearmoede. Een andere referentie in de energiesector is de jaarlijkse Statistical Review of World Energy, sedert 1951 gepubliceerd door BP.
Critici voeren aan dat de stijgende energiebehoefte, vastgesteld in rapportscenario’s uit de jaren 2010, in hun ogen misbruikt werd door overheden om alsnog nieuwe projecten voor fossiele energie te verantwoorden, in weerwil van de doelstellingen van het Akkoord van Parijs uit 2015. In de editie 2022 verwacht het IEA dat wereldwijd na 2025 de vraag naar fossiele brandstoffen zal afnemen, mede door de oorlog in Oekraïne en de energiecrisis. Dit kan een historisch keerpunt worden naar een schonere en veiligere toekomst.

## Net Zero by 2050
In mei 2021, net 6 maanden voor de klimaattop van Glasgow, publiceerde het IEA het rapport Net Zero by 2050, met daarin een routeplan naar nul uitstoot van CO2 tegen 2050. Het rapport ziet daartoe een mogelijkheid, maar de kans op slagen wordt elk jaar kleiner. Er is een radicale omslag nodig naar duurzame energie. Ook kernenergie wordt expliciet genoemd als een mogelijke bijdrage.